# Lambdasat
Lambdasat (Λ-sat) – pierwszy sztuczny satelita zbudowany przez Greków. Zaprojektował i zbudował go zespół Lambda Team, składający się z greckich naukowców i studentów pochodzących z różnych krajów, mający swą siedzibę w San Jose w Kalifornii. Pomysłodawcą i kierownikiem grupy był Periklis Papadopoulos – profesor inżynierii mechanicznej i aerokosmicznej na San Jose State University. Nazwa satelity pochodzi od litery lambda (Λ) z greckiego alfabetu.
Koszt budowy satelity wyniósł około 100 tysięcy dolarów i został sfinansowany przez przedsiębiorców greckich i amerykańskich greckiego pochodzenia.

## Budowa i wyposażenie
Lambdasat to satelita typu CubeSat w kształcie sześcianu o boku 10 cm i masie 1 kg (konfiguracja 1U). Był wyposażony w panele baterii słonecznych zaprojektowane tak, że po ich rozłożeniu satelita przybierał formę 3U (30×10×10 cm).
Na pokładzie satelity znalazł się eksperyment mający za zadanie zmierzenie wpływu promieniowania słonecznego i ekstremalnych warunków panujących na orbicie na grafen. Inny ładunek to eksperymentalny odbiornik Automatic Identification System (AIS) służący do śledzenia statków. Do komunikacji satelita używał modemu Iridium Short Burst Data (SBD) z wykorzystaniem konstelacji satelitów Iridium.

## Przebieg misji
Lambdasat został wystrzelony 13 lipca 2014 roku na pokładzie statku Cygnus CRS Orb-2 w jego misji zaopatrzeniowej na Międzynarodową Stację Kosmiczną (ISS). Wraz z nim poleciało 28 nanosatelitów Flock-1b oraz trzy inne satelity typu CubeSat. Do wyniesienia na orbitę wykorzystana została rakieta Antares 120, która wystartowała z kompleksu startowego LP-0A kosmodromu Mid-Atlantic Regional Spaceport. Statek Cygnus wraz z satelitami przycumował do ISS 16 lipca. Lambdasat miał zostać wkrótce potem wystrzelony na samodzielną orbitę za pomocą urządzenia NanoRacks, jednak w wyniku awarii tego urządzenia do wystrzelenia doszło dopiero 4 marca 2015 roku.
Lambdasat wszedł ponownie w atmosferę ziemską 16 maja 2015 roku i spłonął. Misja satelity trwała zatem znacznie krócej niż zaplanowane 174 dni.